# رود اتاوا
 رود اتاوا رودی است به سن لوران می‌ریزد. این رود از کشور کانادا می‌گذرد.